# Mathilde Bjerregaard
Mathilde Bjerregaard (født 9. august 1993) er en tidligere dansk håndboldspiller, der spillede for klubber som Herning-Ikast Håndbold, Silkeborg-Voel KFUM og SK Aarhus.